# Politikens Litteraturpris
Dagbladet Politikens Litteraturpris uddeles hvert år med det formål at støtte talentfulde danske forfattere i udviklingen af deres forfatterskab. Prisen blev indstiftet af Politiken-Fonden i 2012. Med prisen fulgte indtil 2023 200.000 kr.
Fra 2024 er prisen delt op i fire kategorier med hver sin vinder, der modtager 50.000 kroner. De fire kategorier er:
1. Der er et yndigt land
2. Den fælles samtale
3. De inderste rum
4. Det bedste til de yngste

Prisen uddeles sammen med “lillesøsteren” Frit Flet-prisen, der præmierer nybrydende og eksperimenterende arbejde i det litterære felt.

## Modtagere[1]
- 2024:

1. Liv Duvå for Ned fra himlen
2. Emma Holten for Underskud
3. Sebastian Nathan for Engle
4. Sofie Louise Dam og Mette Vedsø for Team Vildmark

- 2023: Mathilde Walter Clark for romanen Det blinde øje
- 2022: Glenn Bech for romanen Jeg anerkender ikke længere jeres autoritet
- 2021: Morten Pape for romanen I ruiner[4]
- 2020: Olga Ravn for romanen Mit arbejde[5]
- 2019: Dy Plambeck for romanen Til min søster[6]
- 2018: Birgithe Kosovic for romanen Den inderste fare[7]
- 2017: Anne Lise Marstrand-Jørgensen for romanen Sorgens grundstof
- 2016: Merete Pryds Helle for romanen Folkets skønhed
- 2015: Maria Gerhardt for digtsamlingen Amagermesteren
- 2014: Jens Andersen for biografien Denne dag, et liv
- 2013: Yahya Hassan for digtsamlingen Digte
- 2012: Kim Leine for romanen Profeterne i Evighedsfjorden

## Ekstern henvisning
- Politikens Litteraturpris på Politiken-Fondens hjemmeside